# Ordonnanzwaffe

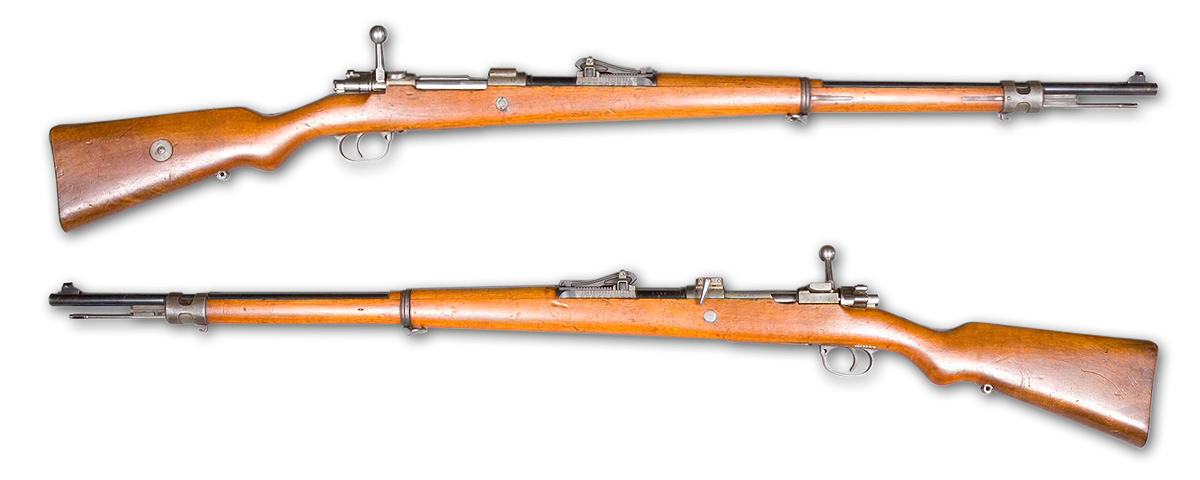
Ordonnanzgewehr (Mauser Modell K98k)

Die Ordonnanzwaffe (französisch ordonnance ‚Befehl‘, ‚Anordnung‘) ist eine beim Militär offiziell eingeführte und an Soldaten als persönlicher Ausrüstungsgegenstand ausgegebene Waffe.

## Dienstwaffe
Der Begriff Ordonnanzwaffe ist nicht mit dem in der deutschen Sprache verwendeten Begriff Dienstwaffe oder dem im englischen Sprachgebrauch verwendeten Begriff service weapon gleichzusetzen, da diese Begriffe im deutschen und englischen Sprachraum auch beispielsweise die Waffen der Polizei-, Ordnungs- und Justizbediensteten etc. einschließen und auch bei privaten Sicherheitsunternehmen mit nicht hoheitlichen Aufgaben der Begriff Dienstwaffe verwendet wird, während von Ordonnanzwaffen nur im explizit militärischen Zusammenhang gesprochen wird. 
Deutsche Schützenverbände differenzieren entsprechend ihren Sportordnungen deshalb meist in Dienstrevolver und Dienstpistolen sowie Ordonnanzgewehre, da Handfeuerwaffen oft sowohl bei Militär und Polizei eingeführt werden, Gewehre aber vornehmlich beim Militär. Der Deutsche Schützenbund (DSB) und seine Vereine definieren innerhalb der Sportordnungen diejenigen Waffen als zum sportlichen Ordonnanzschießen zulässig, die nachweislich bei einer regulären Armee, Grenzschutz, Polizei oder Zollverwaltung über das Versuchsstadium hinaus eingeführt waren oder sind.

## Geschichte
Die Anfänge der Ordonnanzbewaffnung gehen auf das Aufkommen stehender Heere und die daraus resultierende Vereinheitlichung im Militärwesen des 18. Jahrhunderts zurück. Ordonnanzwaffen sind durch die Heeresverwaltung beschaffte und offiziell ausgegebene Waffen. Vorläufer der Ordonnanzwaffen finden sich schon gegen Ende des 16. Jahrhunderts resp. Anfang des 17. Jahrhunderts.
Den ersten Schritt unternahm England unter Georg I. mit Gründung des „Board of Ordnance“, das die Teile der Militärmuskete „Brown Bess“ vereinheitlichte und auf diese Weise untereinander austauschbar machte, auch die der „Contractors“, also der Zivilfabriken, die ergänzend zu den staatlichen Betrieben Militärwaffen lieferten und bis dahin meist leicht abweichende Modelle geliefert hatten (das Office of Ordnance war bereits von Heinrich VIII. 1544 gegründet worden).
Als Ordonnanzwaffen wurden zwischen dem 18. und 20. Jahrhundert in Europa vorrangig Hieb- und Stichwaffen als Seitenwaffe, Pistolen sowie  Gewehre mit Seitengewehr als Bajonett ausgegeben.
Zu Beginn des Ersten Weltkrieges wurden die Säbel durch Handfeuerwaffen ersetzt oder ergänzt. Innerhalb der Sturmbataillone wurden Pistolen als Nahkampfwaffe auch an die Mannschaften ausgegeben.
Nach dem Krieg fanden Säbel meist nur noch bei Offizieren zu repräsentativen Anlässen Verwendung. Das Bajonett oder andere Kampfmesser werden teilweise noch bis heute ausgegeben.

## Konstruktion und Ausstattung
Die Konstruktion, Beschaffenheit und Ausstattung von Ordonnanzwaffen folgte seit dem 18. Jahrhundert den Anforderungen für den Kriegseinsatz. Anfänglich bestand das Ziel nur darin, einheitliche Waffen zu günstigen Kosten industriell zu fertigen. Daran hat sich bis heute nichts geändert; hinzu kamen die Anforderungen an Robustheit, Verwendbarkeit von Munition befreundeter Staaten (Beispiel: Patronenmunition mit der Zusatzbezeichnung NATO – 9 × 19 mm, 5,56 × 45 mm NATO oder 7,62 × 51 mm NATO) und sonstige auf Militärtaktik und weiterer Ausrüstung basierende Anforderungen.
Seit etwa 1850 ist eine stetige Kaliberverkleinerung zu beobachten, zunächst von etwa 19 mm auf 14 mm, dann auf 11 mm und 8 mm (alles Schwarzpulverwaffen). Dies führte nach Erfindung der raucharmen Nitrozellulosepulver in Verbindung mit Vollmantelgeschossen zu weiteren Kaliberverkleinerungen bis hinunter zu 5,45 mm (5,45 × 39 mm), was zwischenzeitlich von Medien wegen der zu geringen barrikadebrechenden Wirkung bemängelt wurde. Dachte man noch vor dem Ersten Weltkrieg, dass künftig Gefechte (Graben- und Stellungskämpfe) auf Entfernungen von über 400 Metern ausgetragen würden, so ist heute klar, dass für die Infanterie weiterhin eine Kampfentfernung von etwa 50 bis 300 Metern realistisch ist.
Da Ordonnanzpistolen und -revolver lange Zeit nur über feste, nicht oder nur umständlich verstellbare Visierungen (Verschiebungen des Korns oder der Kimme) verfügten, wurden sie von ihren Trägern vorwiegend auf kürzeste Entfernungen, meist deutlich unter 25 Metern verwendet.
Ordonnanzwaffen unterscheiden sich von ggf. baugleichen Waffen für den zivilen Gebrauch in Ausstattung und Ausführung. Für den militärischen Einsatz verfügen Ordonnanzwaffen häufig über einfachere Visierungen, robuste und matte Oberflächenbeschichtungen, geänderte Schäftungen und weniger relevante Ausstattungsmerkmale (z. B. Fangösen an Pistolen).